# 圣乔治圣殿 (肯琴)
圣乔治圣殿（Bazylika kolegiacka św. Jerzego w Kętrzynie）是一座罗马天主教次级宗座圣殿、协同教堂，位于波兰肯琴，供奉圣乔治。该堂创建于1359年，1500年火灾后重建。1957年3月11日成为波兰文物古迹。1999年7月22日由教宗若望保禄二世升格为次级宗座圣殿。

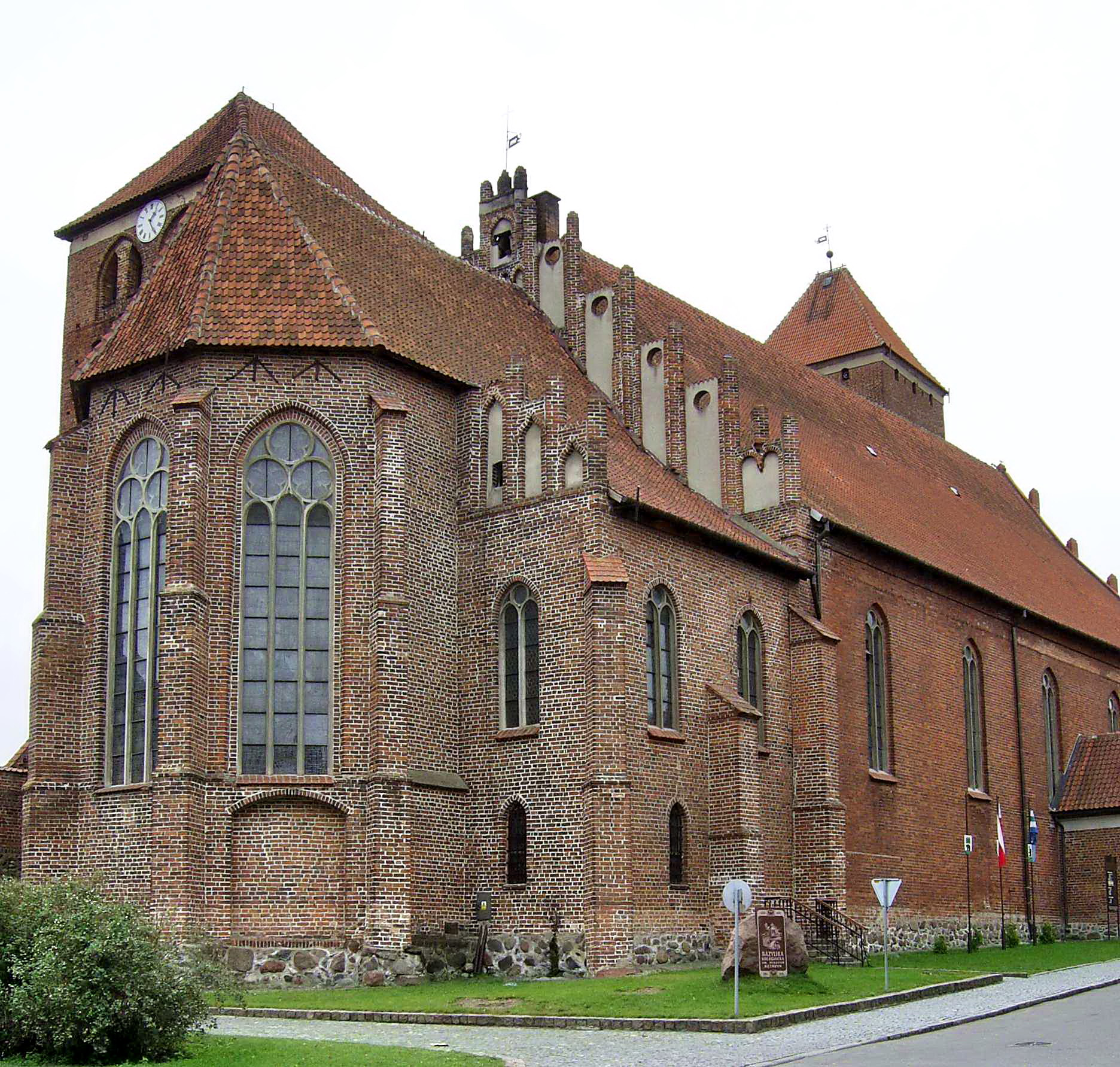
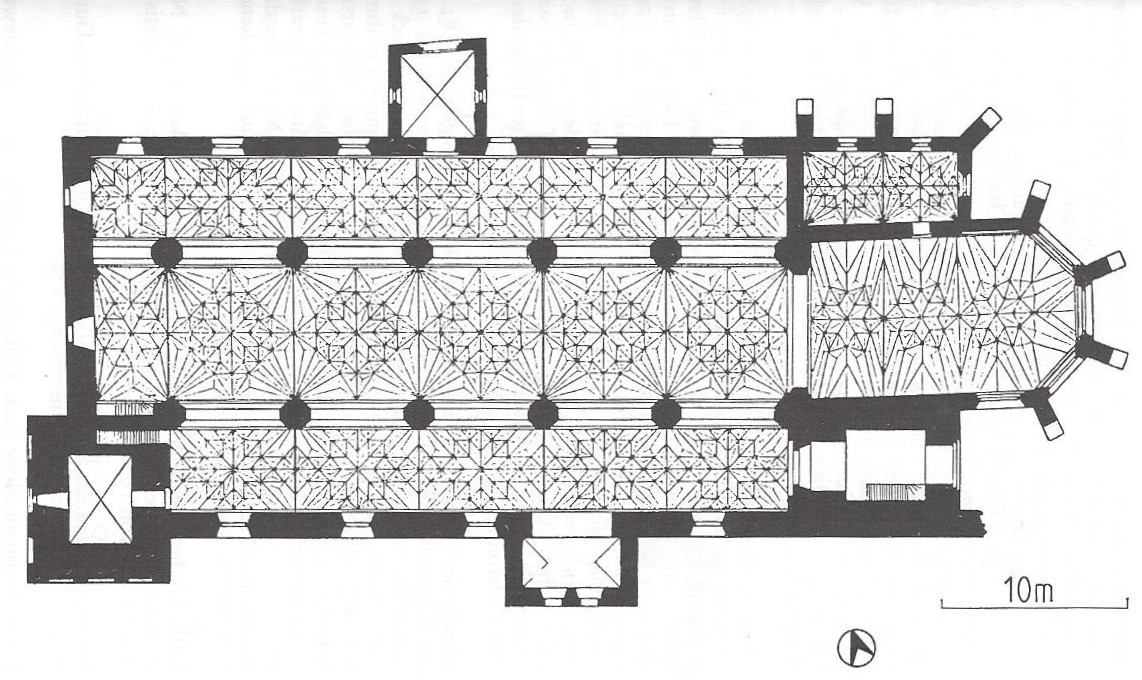
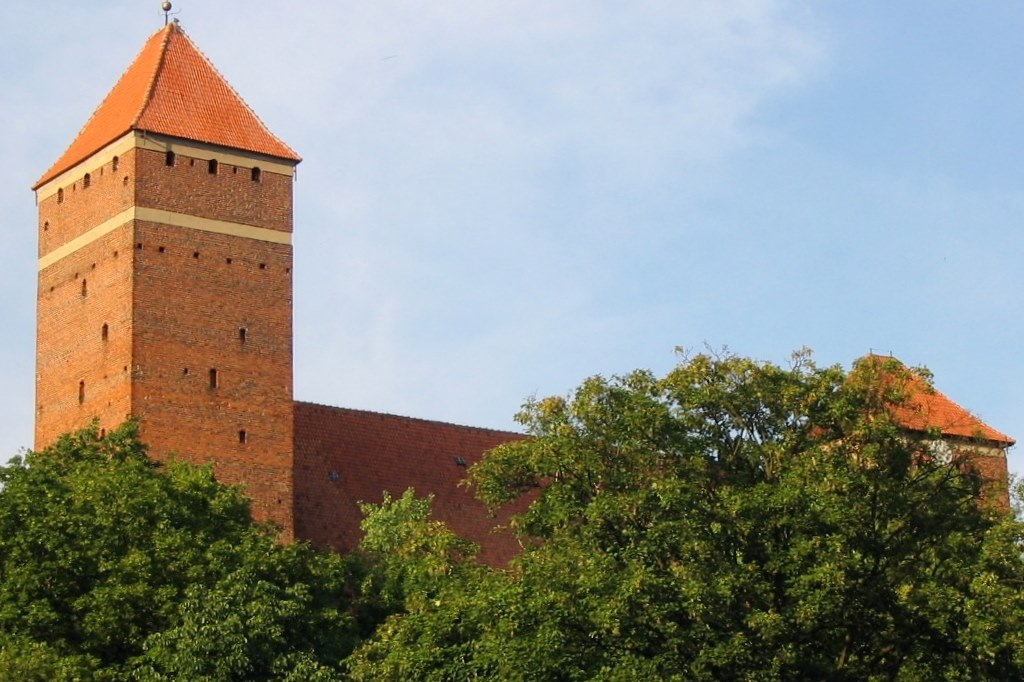
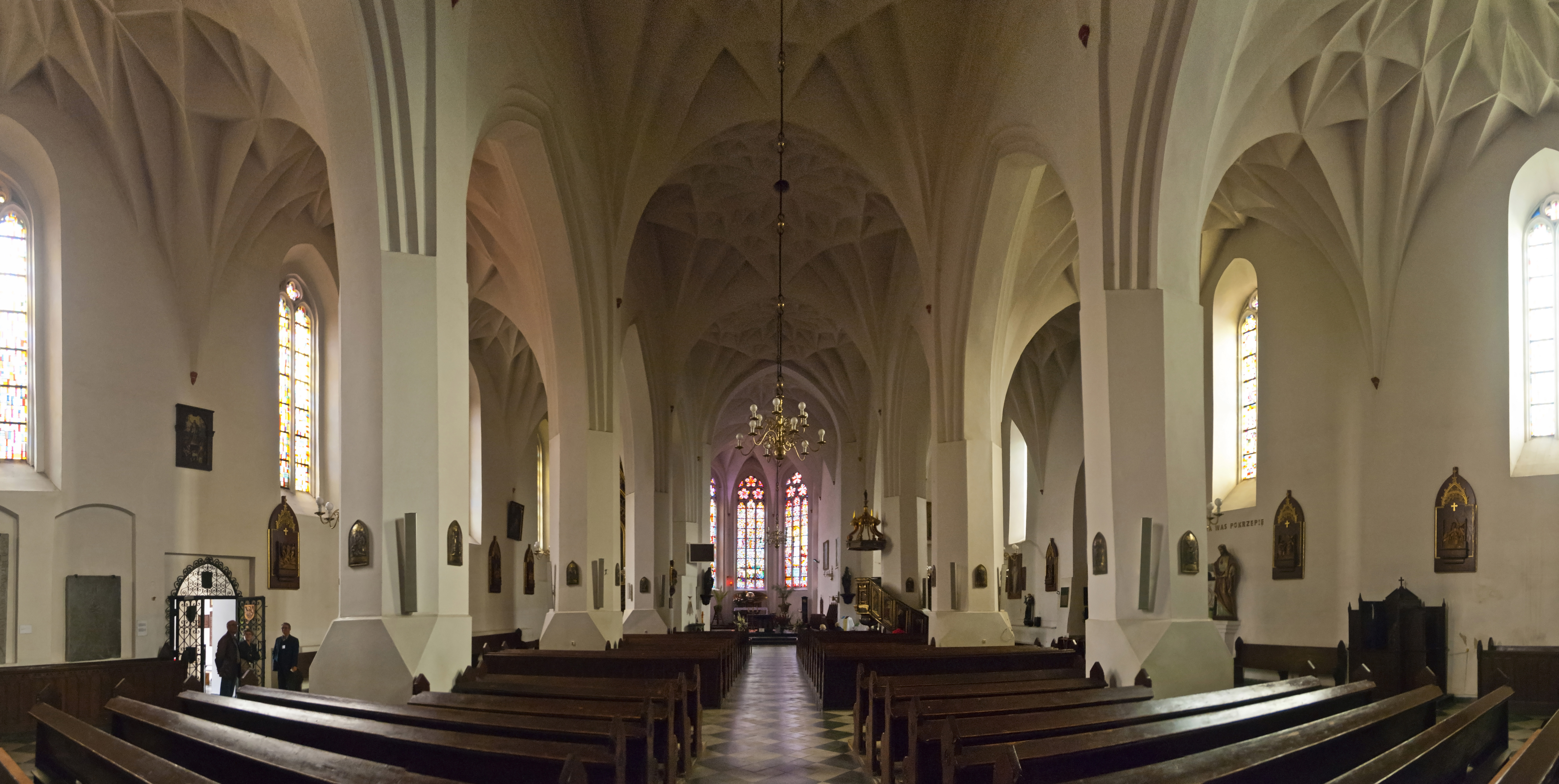
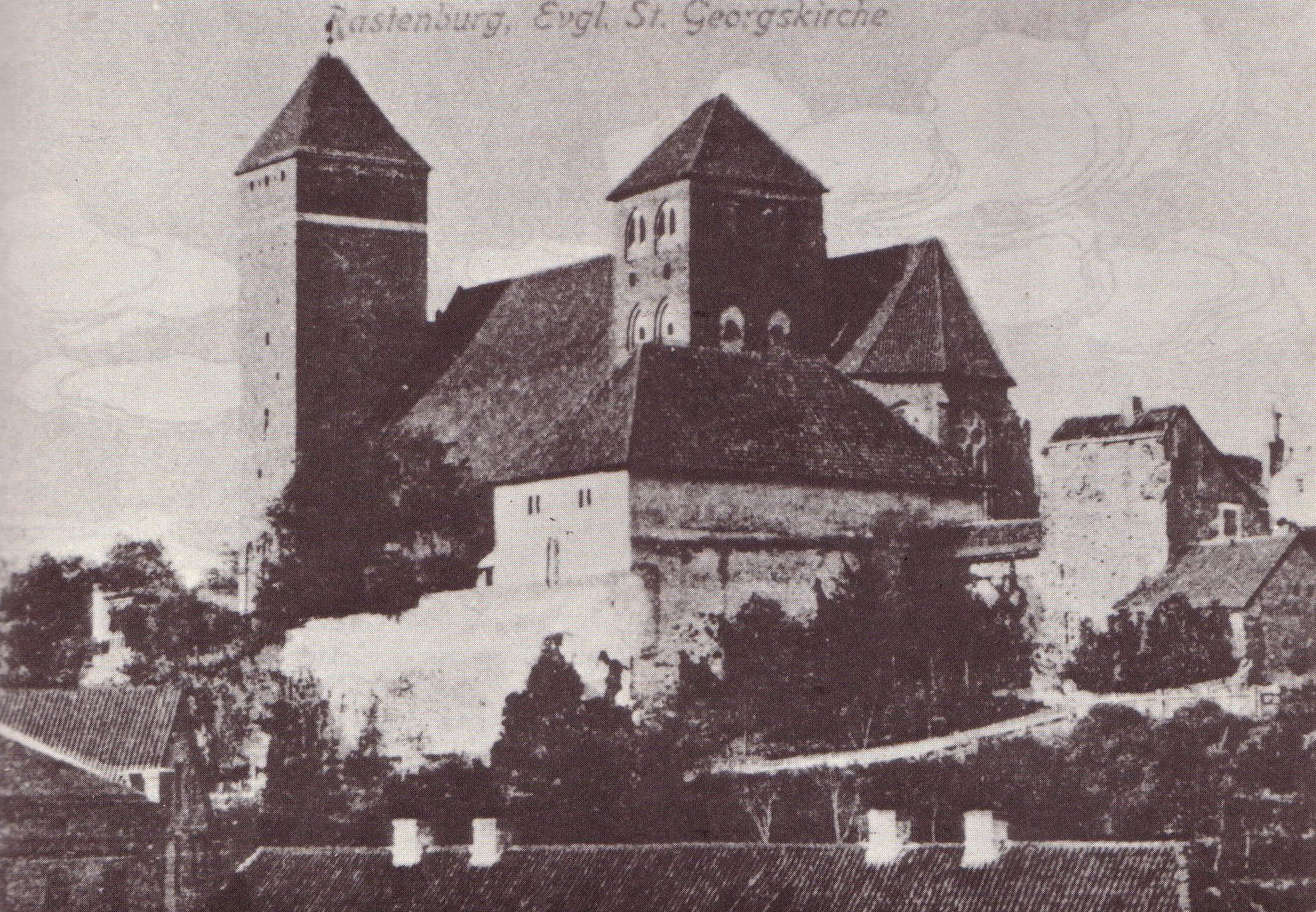